# Makarov (ville)
Pour les articles homonymes, voir Makarov.
Makarov (en russe : Макаров ; en japonais : 知取町, Shirutoru) est une ville de l'oblast de Sakhaline, en Russie, et le centre administratif du raïon de Makarov. Sa population s'élevait à 5 958 habitants en 2022.

## Géographie
Makarov est située sur la côte orientale de l'île de Sakhaline, baignée par la mer d'Okhotsk, dans la baie Patience ou Tertenia (Залив Терпения), à l'embouchure du fleuve côtier Makarovka. Makarov se trouve à 186 km au nord de Ioujno-Sakhalinsk, la capitale régionale, et à 6 508 km à l'est de Moscou.

## Histoire
La localité existe depuis 1892. De 1905 à 1945, alors que la partie méridionale de l'île de Sakhaline appartenait au Japon, elle s'appelait Shirutoru (知取町). Après la Seconde Guerre mondiale, la région passa sous la souveraineté soviétique. Shirutorou fut rebaptisée Makarov — en l'honneur de l'amiral russe Stepan Makarov — et reçut le statut de ville en 1946.
À l'époque soviétique, Makarov possédait une industrie du bois et des mines de lignite. Mais dans les années 1990, ces activités ont cessé, ce qui a entraîné une baisse importante de la population. On fait un peu d'élevage dans les environs.

## Population
Recensements (*) ou estimations de la population:
| 1925  | 1935   | 1959*  | 1970*  | 1979*  | 1989*  | 1992   |
| ----- | ------ | ------ | ------ | ------ | ------ | ------ |
| 9 400 | 15 735 | 13 919 | 11 105 | 10 672 | 11 351 | 11 500 |

| 1996   | 1998  | 2000  | 2001  | 2002* | 2003  | 2004  |
| ------ | ----- | ----- | ----- | ----- | ----- | ----- |
| 10 400 | 9 600 | 8 900 | 8 800 | 7 271 | 7 300 | 7 100 |

| 2005  | 2006  | 2007  | 2008  | 2009  | 2010* | 2011  |
| ----- | ----- | ----- | ----- | ----- | ----- | ----- |
| 6 990 | 6 879 | 6 758 | 6 677 | 6 701 | 6 705 | 6 700 |

| 2012  | 2013  | 2014  | 2015  | 2016  | 2017  | 2018  |
| ----- | ----- | ----- | ----- | ----- | ----- | ----- |
| 6 657 | 6 590 | 6 525 | 6 681 | 6 753 | 6 717 | 6 567 |

| 2019  | 2020  | 2021  | 2022  | - | - | - |
| ----- | ----- | ----- | ----- | - | - | - |
| 6 393 | 6 324 | 6 091 | 5 958 | - | - | - |

## Personnalités
- Dmitri Iarochenko, biathlète.